# Комаренко Володимир Андрійович
Володи́мир Андрі́йович Комаренко (15 липня 1887, Харків — 19 лютого 1969, Харків) — український диригент, музично-громадський діяч, педагог. Доцент (1935).

## Життєпис

Меморіальна дошка у Харкові

Народився 15 липня 1887 року в Харкові на вулиці Сумській у бідній родині кухаря та прачки. Через рік після народження Володимира батько помер, і мати одна виховувала сина та його старшу сестру Надію. 
У майбутньому, його сестра вийшла заміж за піонера авіації Степана Гризодубова. Допомагав йому у створенні першого аероплана Гризодубова — Г1.
Навчався у парафіяльному, а потім повітовому училищах, де брав участь у духовому і балалаєчному оркестрах, співав у хорі.
В 1905 вступив до Харківського музичного училища, клас кларнета Г. Гека. В тому ж році організував і очолив балалаєчний оркестру «Прогрес».
Організував і очолив домрово-балалаєчний та духовий оркестри, класи гри на домрі та балалайці при товаристві «Просвітницьке дозвілля» (1909–15), Організатор і капельмейстер духового та домрово-балалаєчного оркестрів заводу «Гельферіх-Саде», балалаєчного оркестру 2-го Вищого початкового училища (1914—1915);
1917—1919 — працював викладачем 7-го міського училища та диригентом 3-го вищого початкового училища у Харкові.
В 1919 успішно склав іспит до Харківського музичного інституту, але в серпні того ж року був мобілізований до лав Добровольчої армії Денікіна. З серпня по грудень 1919 проходив службу в інженерній роті. З грудня 1919 року перейшов до лав Червоної армії, де служив капельмейстером і лектором музичних дисциплін в 6-й кавалерійській дивізії 1-ї Кінної Армії. На початку 1920 року, у зв'язку із захворюванням сипним тифом, був евакуйований до Харкова.
Організатор і керівник домрово-балалаєчного оркестру при губернському відділі народної освіти, що став першим професійним оркестром народних інструментів України (1920—1952; від 1938 — у складі філармонії).
1922—1924 — викладач професійної музичної школи, Харків.
1924—1941 — директор 2-ї професійної музичної школи та музичних курсів для дорослих при цій школі, Харків.
Водночас від 1924 викладав у консерваторії:
- 1926—1932 — завідувач кафедри народних інструментів,
- 1932—1934 — диригент-капельмейстер кафедри народних інструментів,
- від 1937 — диригент кафедри народних інструментів.

Брав участь в організації та проведенні в Харкові конкурсів виконавців на народних інструментах та оглядів художньої самодіяльності (1927—1936).
Організатор Харківського музично-промислового технікуму, який готував кадри для музичних фабрик України (1930).
До 1934 входив до складу Музичного бюро, що займалося координацією художнього самодіяльного руху в Україні.
За сумісництвом у 1934—1947 — завідувач хормейстерського відділу музучилища.
Організатор і керівник дитячого оркестру народних інструментів при Палаці піонерів і жовтенят імені П. Постишева (1935—1962), У 1943 ініціював створення 1943 і керував до 1948 дитячою музичною школою-інтернатом при Консерваторії (згодом спец. муз. школа-інтернат). Викладав у ній до 1969.
В 1945 закінчив Харківську консерваторію, клас диригування.
У 1948 був звільнений з консерваторії з політичних мотивів.
Водночас 1957—1969 керував духовим оркестром.
У 1941—1944 — директор музичного комбінату, до складу якого входили консерваторія, музичне училище та дитяча музична школа-інтернат при консерваторії.
Організатор і керівник оркестру українських народних інструментів у с. Наталине (Красноградського р-ну Харківської області, 1955—1959).
1957—1965 — організатор і завідувач кафедри хорового співу та музики педінституту.

## Публікації
У Харкові 1924 вийшла друком перша в Україні партитура для домрово-балалаєчного оркестру в інструментуванні Комаренка — українська народна пісня «Закувала та сива зозуля» в обробці П. Ніщинського.
Автор публікацій з питань народно-інструментального виконавства в Україні, зокрема:
1. По вопросу об организации великорусского (балалаечного) оркестра. Х., 1915;
2. Робота з самодіяльним оркестром народних інструментів. К., 1955;
3. Український оркестр народних інструментів. К., 1960;
4. Методика навчання гри на чотириструнній домрі. К., 1961.

## Пам'ять
15 квітня 2014, у Жовтневому районі Харкова на фасаді будівлі Дитячої школи мистецтв № 2 ім. П. І. Чайковського по вулиці Жовтневої революції (з 2015 року — вулиця Москалівська), 142, встановлено пам'ятний знак — меморіальну дошку педагогу та музичному діячеві XX століття Володимиру Комаренку, який був директором цієї школи.